# Ameryka (singiel Trzech Króli)
Ameryka – singel polskiego zespołu Trzech Króli, który został wydany 21 marca 2024. Utwór pochodzi z albumu „Ameryka”.
Nagranie otrzymało w Polsce status złotej płyty 25 września 2024.
Singel zdobył prawie 3 miliony wyświetleń w serwisie YouTube (2024) oraz ponad 3 miliony odsłuchań w serwisie Spotify (2024).

## Nagrywanie
Utwór został wyprodukowany przez LEEO, czyli Adriana Woronowiczka. Za mix/mastering utworu odpowiada FANTØM, a za jego realizację – Qry. Tekst do utworu został napisany przez Przemka Pro, Qry’ego oraz Bartka Kubickiego.

## Twórcy
- LEEO, właśc. Adrian Woronowicz – produkcja, kompozycja
- FANTØM – mix/mastering
- Przemek Pro – wokal, tekst
- Qry – wokal, tekst, realizacja utworu
- Bartek Kubicki – wokal, tekst

## Notowania
| Najwyższa pozycja na liście |
| streaming                   |
| --------------------------- |
| 27                          |